# Ховард, Дуайт
Дуа́йт Дэ́вид Хо́вард (англ. Dwight David Howard; род. 8 декабря 1985 года, Атланта, Джорджия) — американский баскетболист. Чемпион НБА 2020 года. Ховард обычно играет на позиции центрового, в начале карьеры играл на позиции тяжёлого форварда. 7 раз подряд участвовал в Матче всех звёзд НБА, пять раз подряд избирался в первую символическую сборную всех звёзд НБА и четыре раза подряд — в сборную всех звёзд защиты, в 2009, 2010 и 2011 годах был признан лучшим оборонительным игроком НБА. 4 раза за карьеру лидировал в НБА по количеству сделанных подборов в среднем за игру и два сезона подряд являлся лидером по количеству сделанных за игру блок-шотов. В составе сборной США стал бронзовым призёром чемпионата мира 2006 года, чемпионом Америки 2007 года и олимпийским чемпионом в 2008 году (Пекин). В 2008 году победил на соревновании по слэм-данкам (броскам сверху), облачившись в костюм Супермена, с тех пор за ним закрепилось прозвище «Супермен». Член баскетбольного зала славы с 2025 года.

## Ранние годы
Родители Дуайта, Дуайт-старший и Шерил Ховарды, тесно связаны со спортом. Отец, бывший патрульный полицейский, является спортивным директором в частной христианской академии «Саутвест Атланта», в которой одна из лучших школьных программ подготовки молодых баскетболистов в США; мать была капитаном женской баскетбольной команды Колледжа Морриса Брауна. Детство Ховард провёл в небольшом городке Суэйсборо, затем семья переехала в Атланту. В детстве Дуайт-младший занимался многими видами спорта: бейсболом, американским футболом, большим и настольным теннисом, в десять лет серьёзно увлёкся баскетболом. Он много тренировался и добился хороших результатов сразу в нескольких компонентах игры: при большом росте обладал хорошей скоростью, высоко прыгал, хорошо бросал со средней дистанции, контролировал мяч не хуже некоторых защитников. В седьмом классе он поставил перед собой несколько задач, среди которых были победа на чемпионате штата среди школьных команд и приход в НБА под первым номером на драфте. Его кумирами в детстве были Майкл Джордан, Мэджик Джонсон и Кевин Гарнетт.
В 1998 году Ховард поступил в седьмой класс христианской академии «Саутвест Атланта» и добился значительных успехов, выступая за школьную баскетбольную команду. Он начинал играть на позиции разыгрывающего защитника, в 2000 году переквалифицировался в лёгкого форварда, а, когда его рост превысил два метра, стал играть на позиции тяжёлого форварда. В школьной команде в среднем за игру Дуайт набирал по 16,6 очков, делал 13,4 подборов и 6,3 блок-шотов. В 2004 году, учась в выпускном классе, Ховард помог команде школы победить на чемпионате штата, в том сезоне его показатели составляли 25 очков, 18 подборов, 8 блок-шотов и 3,5 передачи в среднем за игру. Он был признан лучшим баскетболистом среди школьников по нескольким версиям, участвовал в матче всех звёзд школьной лиги и был признан самым ценным игроком этого матча (вместе с Джей Ар Смитом). Баскетбольные аналитики предрекали ему блестящее будущее в НБА.

## Профессиональная карьера

### Орландо Мэджик (2004—2012)
После окончания школы Ховард не пошёл в колледж, хотя получил массу предложений спортивной стипендии от различных университетов по всей стране, а решил последовать примеру своего кумира Гарнетта и сразу начал карьеру в профессиональном баскетболе. В 2004 году он был выбран на драфте НБА под первым номером командой «Орландо Мэджик». То время было тяжёлым для «Мэджик», в сезоне 2003/2004 команда одержала лишь 21 победу и заняла последнее место в дивизионе, а в межсезонье потеряла свою главную звезду, Трэйси Макгрэди, перешедшего в «Хьюстон Рокетс». С сезона 2004/2005 в команде началась массовая перестройка и появилась совершенно новая стартовая пятёрка. Хотя «Мэджик» вновь не попали в плей-офф, команда улучшила свою игру по сравнению с предыдущим сезоном и была серьёзным соперником для многих фаворитов, в частности обыграла по разу финалистов сезона «Детройт Пистонс» и «Сан-Антонио Спёрс». Ховард во всех 82 играх сезона выходил на площадку с первых минут и закончил его с 12 очками и 10 подборами в среднем за игру, став самым молодым игроком в истории ассоциации, кому удавалось сделать дабл-дабл в среднем за сезон. В опросе на звание лучшего новичка сезона Дуайт занял третье место, уступив центровому Эмеке Окафору из «Шарлотт Бобкэтс» и защитнику Бену Гордону из «Чикаго Буллз».
Летом 2005 года Дуайт окончательно переквалифицировался из тяжёлого форварда в мощного центрового, набрав почти десять килограмм мышечной массы, усиленно занимаясь в тренажёрном зале. Новым тренером «Орландо» был назначен уже работавший с командой в 1990-е годы Брайан Хилл, вырастивший другого знаменитого центрового «Мэджик», Шакила О’Нила. Под руководством Хилла Ховард развивал свои способности в игре под кольцом в атаке и защите. В итоге его второй сезон получился лучше первого, в среднем он набирал 15,8 очков и делал 12,5 подборов за игру, стал вторым в ассоциации по подборам и шестым по проценту попаданий с игры. Несмотря на заметный прогресс в игре Дуайта «Мэджик» вновь не попали в плей-офф.
В сезоне 2006/2007 Ховард окончательно превратился в звезду НБА, что подтвердилось приглашением на Матч всех звёзд 1 февраля 2007 года. Дуайт в качестве резервиста Восточной конференции в своём первом Матче всех звёзд набрал 20 очков (второй показатель в команде) и сделал 12 подборов (лучший показатель в команде). В конце сезона он имел следующие показатели: 17,6 очков, 12,3 подборов, 1,9 блок-шотов в среднем за игру; и был включён в третью сборную звёзд НБА. Также «Орландо Мэджик» впервые с 2003 года попали в плей-офф НБА, но были посеяны в Восточной конференции лишь восьмыми и уступили в первом раунде будущему финалисту конференции, «Детройт Пистонс». По окончании сезона Брайан Хилл был уволен.
В сезоне 2007/2008 окончательно сформировался звёздный состав «Орландо Мэджик»: разыгрывающий Джамир Нельсон, пришедший в НБА одновременно с Ховардом и отлично с ним сыгравшийся за это время, форварды Хедо Туркоглу и пришедший из «Сиэтл Суперсоникс» Рашард Льюис, оба специалисты по дальним броскам, и мощный универсальный центровой, умеющий одинаково хорошо играть в защите и нападении, Дуайт Ховард. Новым тренером команды стал Стэн Ван Ганди, ранее успешно работавший с «Майами Хит». Дуайт получил место в стартовой пятёрке Восточной конференции на Матче всех звёзд в 2008 году, в котором он набрал 16 очков (третий показатель в команде) и сделал 9 подборов (лучший показатель в команде). 16 февраля 2008 года Ховард принял участие в ежегодном соревновании по слэм-данкам (броскам сверху) и победил, облачившись для последнего данка в костюм Супермена и красиво забросив мяч в корзину после высокого прыжка. «Орландо Мэджик» впервые за 12 лет закончили регулярный сезон на первом месте в дивизионе и оказались посеяны в плей-офф под третьим номером. В первом раунде «Мэджик» победили «Торонто Рэпторс» в пяти матчах, в трёх из которых Ховард набирал более 20 очков и делал более 20 подборов. Во втором раунде в соперники «Орландо» вновь достались баскетболисты «Пистонс», которые сумели одержать победу в серии со счётом 4-1. По итогам сезона Ховард был включён в первую сборную всех звёзд НБА и во вторую сборную звёзд защиты.

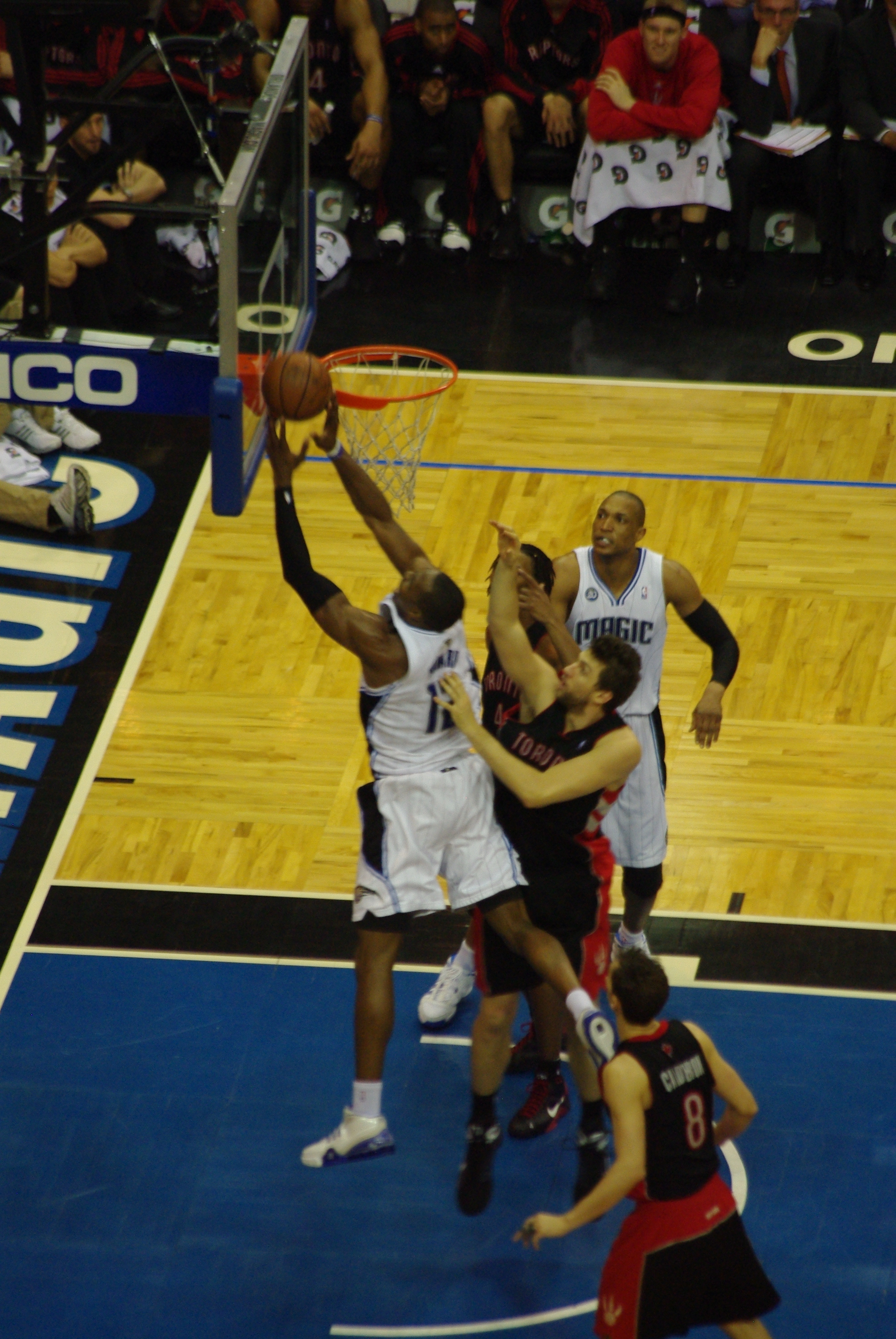
Дуайт Ховард в матче против «Торонто Рэпторс» переигрывает более высокого итальянца Андреа Барньяни

Сезон 2008/2009 Дуайт провёл на привычно высоком уровне. В гостевом победном матче против клуба «Оклахома-Сити Тандер» он сделал свой первый трипл-дабл: 30 очков, 19 подборов и 10 блок-шотов; к середине сезона лидировал в лиге по подборам и блок-шотам, а также был одним из лучших по проценту попаданий с игры. Болельщики выбрали Ховарда основным центровым Восточной конференции на Матч всех звёзд в 2009 году, причём с рекордным количеством голосов — 3 150 181. Также Дуайт защищал свой титул чемпиона по слэм-данкам на конкурсе 2009 года, но уступил защитнику «Нью-Йорк Никс» Нэйту Робинсону, который исполнил свой последний данк, перепрыгнув через Ховарда. 17 февраля 2009 года Ховард установил личный рекорд результативности, набрав 45 очков в матче против «Шарлотт Бобкэтс». 25 марта 2009 года Ховард сделал свой 5000-й подбор за карьеру в победной встрече с «Бостон Селтикс» (84:82), за игру он набрал 24 очка и сделал 21 подбор. Таким образом Дуайт стал самым молодым игроком в истории НБА, который сделал 5000 подборов за карьеру. Кроме того, победой в матче «Мэджик» второй год подряд обеспечили себе первое место в Юго-Восточном дивизионе. Ховард закончил сезон с лучшими показателями в ассоциации по среднему количеству подборов и блок-шотов за игру, 13,8 и 2,9 соответственно, был признан лучшим оборонительным игроком года, став самым молодым игроком в истории НБА, удостоенным этой награды, и был включён в первую сборную всех звёзд и в первую сборную звёзд защиты.
Турнир плей-офф 2009 года «Орландо Мэджик» начали с серии против клуба «Филадельфия Севенти Сиксерс». В пятой игре серии, счёт в которой до этого был равным (2-2), Дуайт Ховард стал одновременно героем и антигероем встречи — он набрал 24 очка и сделал 24 подбора, позволивших его команде победить, но также неумышленно нанёс травму своему партнёру по команде, Кортни Ли, и получил технический фол с дисквалификацией на одну игру, которую «Мэджик» выиграли в отсутствие своего лидера, одержав победу в серии (4-2). В следующем раунде «Мэджик» одолели действующих чемпионов НБА, команду «Бостон Селтикс», со счётом 4-3. После поражения в пятой игре серии Ховард публично раскритиковал тактику тренера Стэна Ван Ганди, считая, что недостаток передач на него (за всю игру Дуайт сделал лишь 10 бросков по кольцу) стал причиной поражения, через два дня Ховард извинился перед тренером за свои слова. В финале Восточной конференции «Мэджик» достаточно легко победили сильнейшую по итогам регулярного сезона команду «Кливленд Кавальерс» (4-2) и во второй раз в своей истории вышли в финал НБА (первый раз был в 1995 году, когда в команде играл Шакил О’Нил), в последней игре серии Ховард набрал 40 очков. В финале НБА баскетболисты «Орландо» не сумели ничего противопоставить «Лос-Анджелес Лейкерс», проиграв со счётом 1-4. В финале результативность Ховарда упала до 15,4 очков за игру (в целом в плей-офф — 20,3 очков, в финале конференции — 25,8 очков).
В сезоне 2009/2010 в составе «Орландо Мэджик» произошло одно серьёзное изменение — на смену ушедшему в «Торонто Рэпторс» Хедо Туркоглу пришёл опытный Винс Картер из «Нью-Джерси Нетс». 21 января 2010 года было объявлено, что поклонники баскетбола вновь выбрали Ховарда стартовым центровым сборной Восточной конференции на Матче всех звёзд, за него проголосовало 2 360 096 человек. В конкурсе слэм-данков 2010 года Дуайт решил не участвовать, предоставив возможность другим игрокам показать их умения. Регулярный сезон 2009/2010 Ховард вновь закончил с лучшими в лиге показателями подборов и блок-шотов в среднем за игру и второй год подряд был удостоен звания лучшего оборонительного игрока НБА. Также Ховард был включён в первые сборные всех звёзд и звёзд защиты сезона 2009/2010. В опросе на звание самого ценного игрока сезона Ховард занял четвёртое место после Леброна Джеймса, Коби Брайанта и Кевина Дюранта.
В регулярном сезоне 2009/2010 «Мэджик» заняли первое место в своём дивизионе и одержали лишь на две победы меньше лучшей команды сезона «Кливленд Кавальерс». В первом и втором раундах плей-офф команда из Орландо легко обыграла соперников, «Шарлотт Бобкэтс» и «Атланта Хокс», не потерпев ни одного поражения, однако в финале Восточной конференции «Мэджик» уступили «Бостон Селтикс» в серии 4-2.
По итогам сезона 2010/2011 Ховард в третий раз был признан лучшим оборонительным игроком НБА, став первым в истории лиги баскетболистом, которому удалось выиграть эту награду три сезона подряд. Только два игрока в истории НБА чаще него признавались лучшими по игре в обороне — Дикембе Мутомбо и Бен Уоллес (по 4 раза).

### Лос-Анджелес Лейкерс (2012—2013)

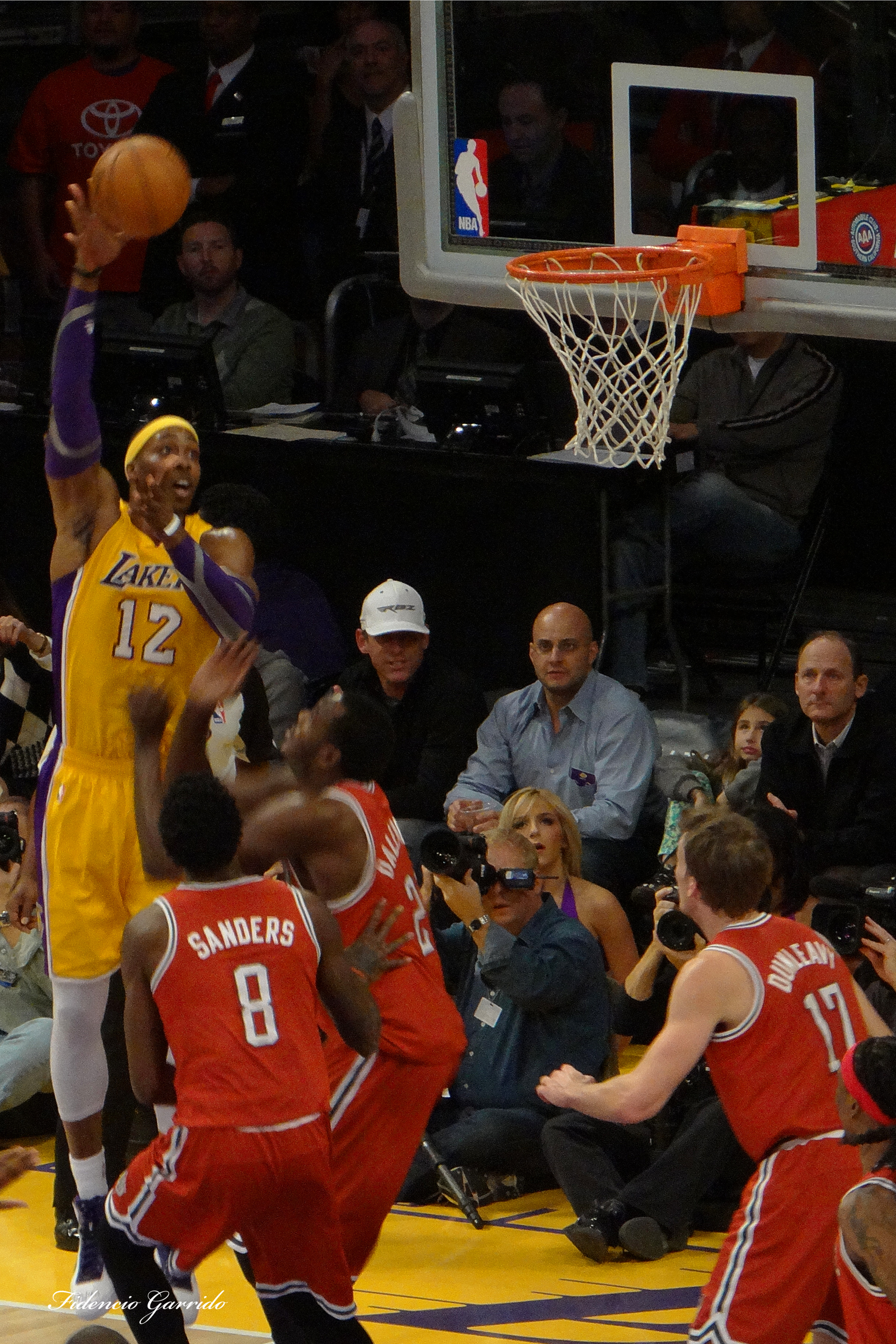
Аллей-уп Ховарда в матче с «Милуоки Бакс» в 2013.

10 августа 2012 года, был обменян из Орландо в «Лейкерс», в результате четырёхсторонего обмена между «Филадельфия Севенти Сиксерс» и «Денвер Наггетс». Вместе с ним команду пополнили, Крис Дюхон и Эрл Кларк. «Орландо» достались Джош Макробертс, Кристиан Айенга, Аррон Аффлало, Эл Харрингтон, Морис Харклесс, Никола Вучевич и пик драфта; «Филадельфии» — Джейсон Ричардсон и Эндрю Байнум; «Денверу» — Андре Игудала. Подписывая Ховарда, руководство «Лейкерс» также понимало что не сможет на него рассчитывать до декабря или января из-за травмы.
Ховарду потребовалось шесть месяцев на восстановления, после проведенной в апреле операции. В тренировочном лагере и во время предсезонной подготовки, его тренировки проходили в комбинированном виде, в течение четырёх недель. Несмотря на то, что Дуайт провел всего две игры на предсезонных сборах, он отыграл стартовую игру сезона 2012/13 против «Даллас Маверикс». Где набрал 19 очков и совершил 10 подборов, но забил всего 3 из 14 штрафных, «Лейкерс» проиграли 99-91.
По окончании сезона 2012/13, Дуайт Ховард стал свободным агентом. В его услугах были заинтересованы ещё четыре клуба, не считая «Лейкерс»: «Атланта Хокс», «Голден Стэйт Уорриорз», «Даллас Маверикс», «Хьюстон Рокетс».

### Хьюстон Рокетс (2013—2016)
6 июля 2013 года, Дуайт Ховард объявил, что на правах свободного агента подпишет контракт с «Хьюстон Рокетс». Сама сделка официально произошла 10 июля. Новый контракт рассчитан на 4 года с суммой 88 млн долларов.
В первом матче НБА в составе «Рокетс» против команды «Шарлотт Бобкэтс» Ховард набрал 17 очков, совершил 26 подборов и сделал два блок-шота. Матч окончил победой техасцев — 96:83.

### Атланта Хокс (2016—2017)
12 июля 2016 года ставший свободным агентом Ховард заключил контракт с клубом «Атланта Хокс». Соглашение рассчитано на три года, за которые игрок получит 70,5 млн долларов. В новом клубе Ховард, на протяжении всей карьеры игравший под 12-м номером, взял себе майку с 8-м номером.

### Шарлотт Хорнетс (2017—2018)
20 июня 2017 года «Хокс» обменяли Ховарда вместе с правом выбора под 31-м номером на драфте 2017 года в «Шарлотт Хорнетс» на Марко Белинелли, Майлса Пламли и право выбора под 41-м номером на драфте 2017 года.
Дебютировал за «Хорнетс» 18 октября 2017 года, набрав 10 очков и сделав 15 подборов в игре против «Детройт Пистонс». 24 января 2018 года провёл свой 1000-й матч в регулярных сезонах НБА: 22 очка и 16 подборов в игре против «Нью-Орлеан Пеликанс». 21 марта набрал 32 очка и сделал 30 подборов (рекорд в истории «Хорнетс») в матче против «Бруклин Нетс». Ховард стал восьмым игроком в истории НБА, кому удалось в одном матче набрать 30 очков и сделать 30 подборов. По итогам сезона сделал 53 дабл-дабла (рекорд «Хорнетс»), а также 13-й раз подряд с начала карьеры сделал дабл-дабл в среднем за сезон, ранее это удавалось 5 игрокам в истории НБА.
6 июля 2018 года был обменян в «Бруклин Нетс» на Тимофея Мозгова, драфт-права на Хамиду Диалло, выбор во втором раунде драфта 2021 года. «Бруклин Нетс» немедленно отчислили Ховарда после перехода.

### Вашингтон Уизардс (2018—2019)
12 июля 2018 года подписал контракт с клубом «Вашингтон Уизардс». Из-за травмы пропустил все предсезонные матчи команды и первые 7 матчей регулярного чемпионата 2018/19. Дебютировал за «Уизардс» 2 ноября 2018 года в матче против «Оклахома-Сити Тандер», набрав 20 очков и сделав 3 подбора за 23 минуты (111-134). 16 ноября набрал 25 очков и сделал 17 подборов в матче против «Бруклин Нетс» (104-115). 30 ноября стало известно, что Ховард пропустит 2-3 месяца из-за операции.

### Лос-Анджелес Лейкерс (2019—2020)
27 августа 2019 Ховард подписал с «Озёрниками» не гарантированный минимальный контракт сроком на один год. 12 октября 2020 года стал чемпионом НБА.

### Филадельфия Севенти Сиксерс (2020—2021)
21 ноября 2020 года «Филадельфия» подписала однолетнее соглашение с Ховардом.

### Лос-Анджелес Лейкерс (2021—2022)
6 августа 2021 года Ховард подписал с «Лос-Анджелес Лейкерс» однолетний контракт на условиях ветеранского минимума. Он набирал в среднем 6,2 очка и 5,9 подбора за игру, сыграв 60 матчей, в 27 из которых выходил в старте вместо травмированного Энтони Дэвиса.

### Таоюань Леопардс (2022—2023)
7 ноября 2022 года Ховард подписал контракт с «Таоюань Леопардс» из тайваньской лиги Т1. Хотя лига обычно ограничивает зарплату легионеров в 200 000 долларов США, она одобрила исключение для Ховарда, который будет получать более 1 миллиона долларов. Это объяснялось тем, что Ховард повысит уровень соревнований и интерес зрителей. 19 ноября Ховард дебютировал в составе «Леопардс», набрав 38 очков, 25 подборов, 9 передач и 4 блока. Однако всего через день, после того как Ховард провел две первые игры в формате «бэк-ту-бэк» и почти сделал трипл-дабл, он получил травму колена и восстанавливался до середины декабря. Ховард объяснил это тем, что ему пришлось играть более 90 минут в течение 26 часов, к чему он не привык. Травма колена вновь дала о себе знать после очередной серии матчей в формате «бэк-ту-бэк» с 16 по 17 декабря, из-за чего ему пришлось пропустить еще две недели, и было решено, что в будущем Ховард будет в основном участвовать в домашних матчах, чтобы не усугублять травму.
5 февраля 2023 года стало известно, что Ховард был выбран капитаном команды «Инфинити» и сыграет в первом в истории Матче всех звезд тайваньской лиги T1, а также примет участие в конкурсе трехочковых.

### Последующая карьера (2023—настоящее время)
30 мая 2024 года Ховард подписал контракт с клубом «Тайвань Мустангс».
8 апреля 2025 года Ховард подписал контракт с клубом «Лос-Анджелес» из лиги BIG3.
В 2025 году Ховард был выбран для включения в зал славы баскетбола и за свои индивидуальные достижения, и в качестве члена мужской олимпийской сборной США по баскетболу 2008 года.
14 июня 2025 года Ховард подрался с Лэнсом Стивенсоном в матче открытия лиги BIG3. Оба игрока были удалены.

## Сборная США

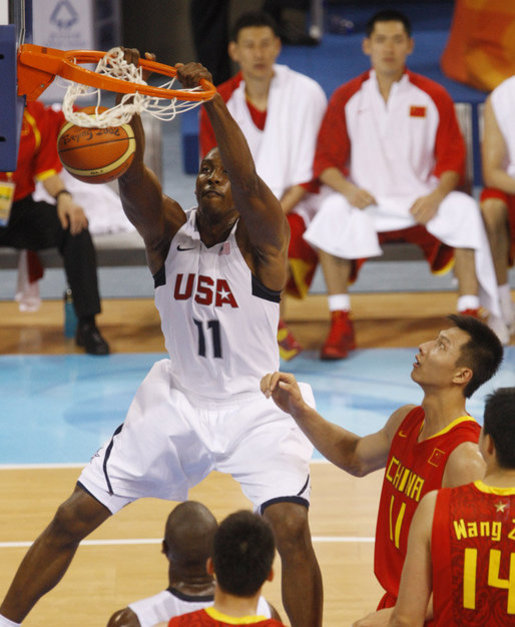
Ховард делает слэм-данк в матче со сборной Китая на Олимпийских играх 2008 года

5 марта 2006 года Ховард был включён в состав мужской баскетбольной сборной США. В
команде он занял место основного центрового, помог ей одержать пять побед в пяти матчах предварительного раунда чемпионата мира 2006 года, но на самом чемпионате американцы неожиданно уступили в полуфинале турнира сборной Греции и довольствовались лишь бронзовыми медалями. На баскетбольном чемпионате Америки 2007 года Ховард с первых минут начинал восемь из девяти матчей своей команды, набирая в среднем 8,9 очков и делая 5,3 подбора за игру при проценте попаданий с игры 77,8. В финальном матче он набрал 20 очков и ни разу не промахнулся с игры, тем самым помог США победить Аргентину, завоевать золотые медали и обеспечить себе место на Олимпийских играх 2008 года.
23 июня 2008 года Ховард был включён в список 12 игроков, которые представляли США на баскетбольном турнире Олимпийских игр 2008 года в Пекине. Он вновь был основным центровым команды, которая выиграла все свои матчи на пути к золотым медалям, в финале победив чемпионов мира, сборную Испании. В среднем Дуайт набирал 10,9 очков и делал 5,8 подборов за игру на Олимпийских играх.

## Стиль игры

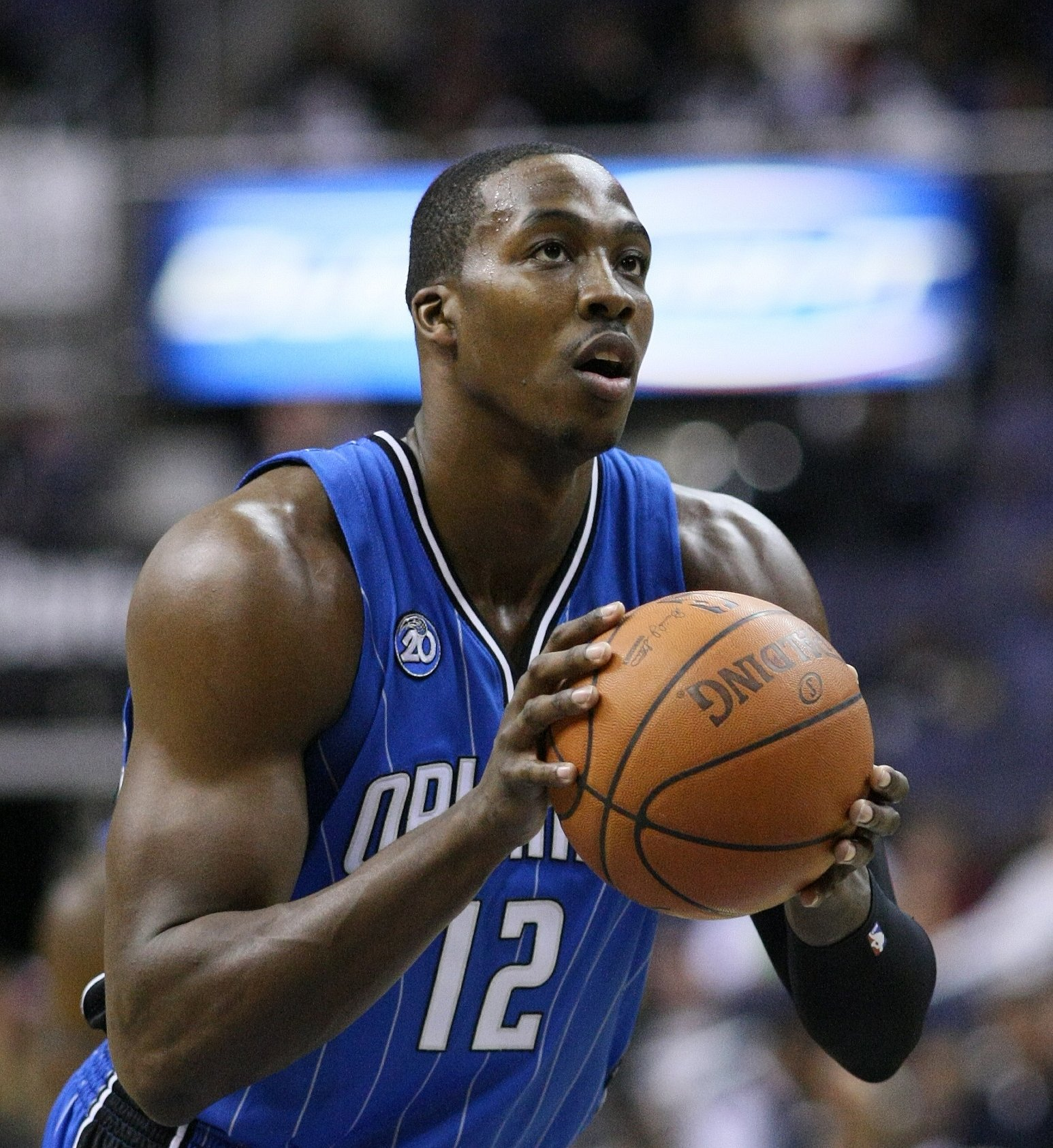
Штрафные броски — одно из слабых мест Ховарда. Он реализует лишь около 57 % своих попыток

Дуайт Ховард является универсальным центровым, выполняющим огромный объём работы в игре под кольцом, как в защите, так и атаке. Ховард — один из лучших игроков НБА по подборам, три раза подряд, в сезонах 2007/2008, 2008/2009 и 2009/2010, он становился лучшим среди игроков лиги по количеству подборов в среднем за игру. Игра под щитом особенно хорошо удаётся Ховарду благодаря его атлетизму — он может выпрыгнуть вертикально вверх почти на метр, что является достаточно редким умением для игрока с его габаритами (рост — 211 см, вес — 120 кг, размах рук — 229 см). В сезонах 2008/2009 и 2009/2010 Дуайт также стал лучшим в НБА по количеству блок-шотов — 2,8 в среднем за игру, в обоих сезонах уверенная игра под своим кольцом обеспечила Ховарду звание лучшего оборонительного игрока НБА. Также Ховард обладает высокой выносливостью — за пять полных сезонов он ни разу не получал серьёзных травм и с начала своей карьеры до первого пропущенного матча принял участие в 351 игре подряд.
В 2007 году Тим Данкан, лидер «Сан-Антонио Спёрс», отметил: «[Ховард] очень развитый. Не скажешь, что ему 19-20 лет. Он очень перспективный, и я рад, что к тому моменту, когда он достигнет своего пика, я уже завершу свою карьеру». Кевин Гарнетт также высоко оценил физические качества Ховарда: «Этот малыш — чудо природы… Я и близко не был настолько атлетичным». После игры между «Орландо» и «Филадельфией» в плей-офф 2009 года лидер «Филадельфии» Андре Игудала заметил: «Ховард может защищаться против двух игроков сразу… Если он станет ещё более атлетичным или начнёт прыгать ещё выше, придётся менять правила игры».
Любимым для Ховарда способом завершения атаки является слэм-данк. После победы на конкурсе слэм-данков в 2008 году Дуайт приобрёл репутацию одного из лучших игроков в этом компоненте игры. Однако при в целом высокой эффективности игры Ховарда в атаке (18,1 очка в среднем за игру и 58-процентная реализация бросков с игры на протяжении профессиональной карьеры), специалисты отмечают у него несколько слабых мест. Дуайт совершает большое количество потерь — более 3 в среднем за игру, в сезоне 2006/07 он сделал больше всех потерь среди игроков НБА. Как и у многих американских центровых его реализация штрафных бросков не очень высока — менее 60 % в среднем за карьеру, в результате соперники часто применяют против Ховарда известную тактику Hack-a-Shaq (названную в честь Шакила О’Нила, который также был известен слабым исполнением штрафных бросков), то есть умышленно нарушают на нём правила в расчёте, что из двух штрафных он забросит максимум один. В сезонах 2007/2008, 2008/2009 и 2010/2011 Ховард чаще любого другого игрока НБА выходил к линии штрафных, реализовав при этом лишь около 59 % своих попыток. За пределами своей привычной игровой зоны под кольцом Ховард малоэффективен, его бросок со средней дистанции очень неточен, так, если не считать данки и лэй-апы, в сезоне 2007/2008 в кольцо Ховард попадал лишь в 31 % бросков, с дальней дистанции он практически не бросает. В июне 2009 года Карим Абдул-Джаббар, один из лучших центровых в истории НБА, раскритиковал игру Ховарда в атаке, сказав, что тот слишком полагается на свои физические данные и оттого слишком предсказуем.
В сезоне 2009/10 Ховард получил 287 персональных фолов (3,5 в среднем за игру), больше любого другого игрока в лиге. В сезоне 2010/2011 он продолжил испытывать проблемы с фолами, к которым добавился ещё перебор технических фолов. В регулярном сезоне Ховард получил 18 технических фолов, в результате чего дважды следовала автоматическая одноматчевая дисквалификация. Основную массу технических замечаний он получал из открытого проявления недовольства по поводу судейских действий, что с начала сезона 2010/2011 строго пресекается.

## Личная жизнь
Ховард — очень религиозный человек, он считает, что воплотить в жизнь свои мечты нельзя без веры в Бога. Когда Ховард приезжает домой в Атланту, он посещает местную церковь и активно участвует в церковных программах для молодёжи.
В 2004 году Ховардом и его родителями был создан благотворительный фонд Dwight D. Howard Foundation Inc., который занимается созданием и поддержкой образовательных программ для детей и программ, направленных на укрепление семейных отношений. Фонд предоставляет одарённым школьникам стипендии для обучения в христианской академии Саутвест Атланта, где учился сам Ховард, а также оказывает материальную поддержку начальной школе Лавелл и средней школе Мемориал в Орландо. Кроме того, фонд Ховарда занимается организацией летних баскетбольных лагерей для мальчиков и девочек. Ховарду дважды, в 2005 и 2008 годах, присуждалась премия Рича и Хелен Де Вос, ежегодно вручаемая самому активному в благотворительной и общественной деятельности игроку «Орландо Мэджик».
18 ноября 2007 года у Ховарда родился сын Брэйлон. Его мать, Ройс Рид — бывшая танцовщица групп поддержки «Орландо Мэджик» и «Майами Хит». Центровой «Лейкерс» Дуайт Ховард во время видеоконференции с журналистами заявил, что мать его 6-летнего сына погибла около 6 недель назад. Ховард отметил, что смерть не связана с COVID-19, женщина страдала от эпилепсии.

## Достижения в НБА
- Чемпион НБА 2020
- Участник 8 Матчей всех звёзд НБА: 2007, 2008, 2009, 2010, 2011, 2012, 2013, 2014
- Лучший оборонительный игрок НБА: 2009, 2010, 2011
- Включён в первую сборную звёзд НБА: 2008, 2009, 2010, 2011, 2012
- Включён в третью сборную звёзд НБА: 2007, 2013
- Включён в первую сборную звёзд защиты НБА: 2009, 2010, 2011, 2012
- Включён во вторую сборную звёзд защиты НБА: 2008
- Включён в первую сборную новичков НБА: 2005
- Победитель конкурса слэм-данков: 2008; финалист в 2009

## Статистика

### Статистика в НБА
| Сезон                                                                                    | Команда     | Регулярный сезон | Регулярный сезон | Регулярный сезон | Регулярный сезон | Регулярный сезон | Регулярный сезон | Регулярный сезон | Регулярный сезон | Регулярный сезон | Регулярный сезон | Регулярный сезон | Серия плей-офф | Серия плей-офф | Серия плей-офф | Серия плей-офф | Серия плей-офф | Серия плей-офф | Серия плей-офф | Серия плей-офф | Серия плей-офф | Серия плей-офф | Серия плей-офф |
| Сезон                                                                                    | Команда     | GP               | GS               | MPG              | FG%              | 3P%              | FT%              | RPG              | APG              | SPG              | BPG              | PPG              | GP             | GS             | MPG            | FG%            | 3P%            | FT%            | RPG            | APG            | SPG            | BPG            | PPG            |
| ---------------------------------------------------------------------------------------- | ----------- | ---------------- | ---------------- | ---------------- | ---------------- | ---------------- | ---------------- | ---------------- | ---------------- | ---------------- | ---------------- | ---------------- | -------------- | -------------- | -------------- | -------------- | -------------- | -------------- | -------------- | -------------- | -------------- | -------------- | -------------- |
| 2004/05                                                                                  | Орландо     | 82               | 82               | 32,6             | 52,0             | 0,0              | 67,1             | 10,0             | 0,9              | 0,9              | 1,7              | 12,0             | Не участвовал  | Не участвовал  | Не участвовал  | Не участвовал  | Не участвовал  | Не участвовал  | Не участвовал  | Не участвовал  | Не участвовал  | Не участвовал  | Не участвовал  |
| 2005/06                                                                                  | Орландо     | 82               | 81               | 36,8             | 53,1             | 0,0              | 59,5             | 12,5             | 1,5              | 0,8              | 1,4              | 15,8             | Не участвовал  | Не участвовал  | Не участвовал  | Не участвовал  | Не участвовал  | Не участвовал  | Не участвовал  | Не участвовал  | Не участвовал  | Не участвовал  | Не участвовал  |
| 2006/07                                                                                  | Орландо     | 82               | 82               | 36,9             | 60,3             | 50,0             | 58,6             | 12,3             | 1,9              | 0,9              | 1,9              | 17,6             | 4              | 4              | 41,9           | 54,8           | -              | 45,5           | 14,8           | 1,8            | 0,5            | 1,0            | 15,3           |
| 2007/08                                                                                  | Орландо     | 82               | 82               | 37,7             | 59,9             | 0,0              | 59,0             | 14,2             | 1,3              | 0,9              | 2,1              | 20,7             | 10             | 10             | 42,1           | 58,1           | -              | 54,2           | 15,8           | 0,9            | 0,8            | 3,4            | 18,9           |
| 2008/09                                                                                  | Орландо     | 79               | 79               | 35,7             | 57,2             | 0,0              | 59,4             | 13,8             | 1,4              | 1,0              | 2,9              | 20,6             | 23             | 23             | 39,2           | 60,1           | 0,0            | 63,6           | 15,3           | 1,9            | 0,9            | 2,6            | 20,3           |
| 2009/10                                                                                  | Орландо     | 82               | 82               | 34,7             | 61,2             | 0,0              | 59,2             | 13,2             | 1,8              | 0,9              | 2,8              | 18,3             | 14             | 14             | 35,5           | 61,4           | -              | 51,9           | 11,1           | 1,4            | 0,8            | 3,5            | 18,1           |
| 2010/11                                                                                  | Орландо     | 78               | 78               | 37,6             | 59,3             | 0,0              | 59,6             | 14,1             | 1,4              | 1,4              | 2,4              | 22,9             | 6              | 6              | 43,0           | 63,0           | 0,0            | 68,2           | 15,5           | 0,5            | 0,7            | 1,8            | 27,0           |
| 2011/12                                                                                  | Орландо     | 54               | 54               | 38,3             | 57,3             | 0,0              | 49,1             | 14,5             | 1,9              | 1,5              | 2,1              | 20,6             | Не участвовал  | Не участвовал  | Не участвовал  | Не участвовал  | Не участвовал  | Не участвовал  | Не участвовал  | Не участвовал  | Не участвовал  | Не участвовал  | Не участвовал  |
| 2012/13                                                                                  | Лейкерс     | 76               | 76               | 35,8             | 57,8             | 16,7             | 49,2             | 12,4             | 1,4              | 1,1              | 2,4              | 17,1             | 4              | 4              | 31,6           | 61,9           | -              | 44,4           | 10,8           | 1,0            | 0,5            | 2,0            | 17,0           |
| 2013/14                                                                                  | Хьюстон     | 71               | 71               | 33,8             | 59,1             | 28,6             | 54,7             | 12,2             | 1,8              | 0,8              | 1,8              | 18,3             | 6              | 6              | 38,6           | 54,7           | -              | 62,5           | 13,7           | 1,8            | 0,7            | 2,8            | 26,0           |
| 2014/15                                                                                  | Хьюстон     | 41               | 41               | 29,8             | 59,3             | 50,0             | 52,8             | 10,5             | 1,2              | 0,7              | 1,3              | 15,8             | 17             | 17             | 33,8           | 57,7           | -              | 41,2           | 14,0           | 1,2            | 1,4            | 2,3            | 16,4           |
| 2015/16                                                                                  | Хьюстон     | 71               | 71               | 32,1             | 62,0             | 0,0              | 48,9             | 11,8             | 1,4              | 1,0              | 1,6              | 13,7             | 5              | 5              | 36,0           | 54,2           | 0,0            | 36,8           | 14,0           | 1,6            | 0,8            | 1,4            | 13,2           |
| 2016/17                                                                                  | Атланта     | 74               | 74               | 29,7             | 63,3             | 0,0              | 53,3             | 12,7             | 1,4              | 0,9              | 1,2              | 13,5             | 6              | 6              | 26,1           | 50,0           | -              | 63,2           | 10,7           | 1,3            | 1,0            | 0,8            | 8,0            |
| 2017/18                                                                                  | Шарлотт     | 81               | 81               | 30,4             | 55,5             | 14,3             | 57,4             | 12,5             | 1,3              | 0,6              | 1,6              | 16,6             | Не участвовал  | Не участвовал  | Не участвовал  | Не участвовал  | Не участвовал  | Не участвовал  | Не участвовал  | Не участвовал  | Не участвовал  | Не участвовал  | Не участвовал  |
| 2018/19                                                                                  | Вашингтон   | 9                | 9                | 25,5             | 62,3             | -                | 60,4             | 9,2              | 0,4              | 0,8              | 0,4              | 12,8             | Не участвовал  | Не участвовал  | Не участвовал  | Не участвовал  | Не участвовал  | Не участвовал  | Не участвовал  | Не участвовал  | Не участвовал  | Не участвовал  | Не участвовал  |
| 2019/20                                                                                  | Лейкерс     | 69               | 2                | 18,9             | 72,9             | 60,0             | 51,4             | 7,3              | 0,7              | 0,4              | 1,1              | 7,5              | 18             | 7              | 15,7           | 68,4           | 50,0           | 55,6           | 4,6            | 0,5            | 0,4            | 0,4            | 5,8            |
| 2020/21                                                                                  | Филадельфия | 69               | 6                | 17,3             | 58,7             | 25,0             | 57,6             | 8,4              | 0,9              | 0,4              | 0,9              | 7,0              | 12             | 0              | 12,4           | 53,3           | 0,0            | 60,0           | 6,3            | 0,7            | 0,2            | 0,5            | 4,7            |
| 2021/22                                                                                  | Лейкерс     | 60               | 27               | 16,2             | 61,2             | 53,3             | 65,8             | 5,9              | 0,6              | 0,6              | 0,6              | 6,2              | Не участвовал  | Не участвовал  | Не участвовал  | Не участвовал  | Не участвовал  | Не участвовал  | Не участвовал  | Не участвовал  | Не участвовал  | Не участвовал  | Не участвовал  |
|                                                                                          | Всего       | 1242             | 1078             | 31,8             | 58,7             | 21,4             | 56,7             | 11,8             | 1,3              | 0,9              | 1,8              | 15,7             | 125            | 102            | 31,6           | 58,9           | 14,3           | 54,8           | 11,8           | 1,2            | 0,8            | 2,0            | 15,3           |
| Наведите курсор мыши на аббревиатуры в заголовке таблицы, чтобы прочесть их расшифровку. |             |                  |                  |                  |                  |                  |                  |                  |                  |                  |                  |                  |                |                |                |                |                |                |                |                |                |                |                |